# Hammolen (Hoepertingen)
De Hammolen of Watermolen van Ham was een onderslagmolen op de Herk in het Belgisch dorp Hoepertingen. De molen bevindt zich aan Hamstraat 58 in het gehucht Ham.
Het was een banmolen van de Heren van Hoepertingen en bestond dus al in de tijd van het ancien régime. De molen fungeerde als korenmolen.
In 1855 vond een gedeeltelijke herbouw van de molen plaats, en in 1912 werd een benzinemotor geïnstalleerd, welke de waterkracht als krachtbron aanvulde.
In 1925 werd de molen sterk verbouwd, waarbij bakstenen, dakpannen en balken van de toen gesloopte Kluis van Helshoven werden gebruikt. In 1972 werd de molen buiten bedrijf gesteld. Het binnenwerk, en ook het waterrad, werd toen verwijderd. De molen werd omgebouwd tot woning.
In het jaar 2000 vonden werkzaamheden aan de Herk plaats, waardoor het onmogelijk werd de molen nog op waterkracht te laten draaien, mocht hij ooit hersteld worden.
- Inventaris van het Bouwkundig Erfgoed (Vlaanderen): 31924